# Stazione di Gelsenkirchen Centrale
La stazione di Gelsenkirchen Centrale (in tedesco Gelsenkirchen Hbf) è la principale stazione ferroviaria della città tedesca di Gelsenkirchen.

## Movimento

### Trasporto regionale e S-Bahn
La stazione è servita dalle linee RegioExpress RE 2, RE 3 e RE 42, dalla linea regionale RB 46 e dalla linea S 2 della S-Bahn.

### Esplicative
1. ↑  Abbreviazione di Gelsenkirchen Hauptbahnhof, letteralmente "Gelsenkirchen stazione principale".

### Bibliografiche
1. ↑   Schnellverkehrsplan VRR (PDF), su vrr.de. URL consultato il 4 maggio 2019 (archiviato dall'url originale il 15 dicembre 2017).